# Macrocybe pachymeres
Macrocybe pachymeres är en svampart som först beskrevs av Berk. & Broome, och fick sitt nu gällande namn av Pegler & Lodge 1998. Macrocybe pachymeres ingår i släktet Macrocybe och familjen Tricholomataceae.   Inga underarter finns listade i Catalogue of Life.